# Roxas Triangle Tower I
Le Roxas Triangle Tower I est un gratte-ciel résidentiel (condominium) de 174 mètres de hauteur construit en 2000 à Makati, dans l'agglomération de Manille, aux Philippines.
L'architecte est l'agence américaine SOM et l'agence philippine Pimentel Rodriguez & Simbulan.